# Bradina
 Ovo je glavno značenje pojma Bradina. Za druga značenja pogledajte Bradina (razdvojba).
Bradina je naseljeno mjesto u općini Konjic, Federacija Bosne i Hercegovine, BiH.

## Zemljopisni položaj
Nalazi se kod Preslice planine, Ivan planine i Ivan-sedla. Kod Bradine je granica Bosne s Hercegovinom.

## Stanovništvo

### Popisi 1971. – 1991.
| Bradina            |               |               |               |
| godina popisa      | 1991.         | 1981.         | 1971.         |
| Srbi               | 603 (90,67 %) | 620 (88,57 %) | 724 (87,65 %) |
| Hrvati             | 32 (4,81 %)   | 44 (6,28 %)   | 64 (7,74 %)   |
| Muslimani          | 16 (2,40 %)   | 14 (2,00 %)   | 36 (4,35 %)   |
| Jugoslaveni        | 12 (1,80 %)   | 22 (3,14 %)   | 0             |
| ostali i nepoznato | 2 (0,30 %)    | 0             | 2 (0,24 %)    |
| ukupno             | 665           | 700           | 826           |

### Popis 2013.
| Bradina            |              |
| godina popisa      | 2013.        |
| Bošnjaci           | 66 (91,67 %) |
| Hrvati             | 3 (4,17 %)   |
| Srbi               | 3 (4,17 %)   |
| ostali i nepoznato | 0            |
| ukupno             | 72           |

## Poznate osobe
- Ante Pavelić, hrvatski političar i odvjetnik, osnivač i vođa Ustaškoga pokreta te poglavnik Nezavisne Države Hrvatske

## Vanjske poveznice
- Satelitska snimka